# 倫格里島
倫格里島位於馬爾地夫亞里南環礁，長750公尺，寬75公尺，位於北緯3°35′、東經72°43′。該島由一條500公尺的橋與倫里芬湖島連接，並有多尼船在兩個島間往返，是馬爾地夫眾多渡假島嶼之一。

## 设施

### 主泳池
在Rangli Bar和Atoll Market边上，无边泳池。

### Quite Zone
一样是无边泳池，小了一些。

### 健身房
有不错的健身设备。注意进门前在门口木制的小刺猬上去掉沙砾。

### 商店
两岛都有，供应防晒霜和一些小礼品。主岛的店铺则更有珠宝和泳衣。

### 候机室
马累机场的专享候机室是个惊喜，长途跋涉后在此冲一个澡，换上热带的衣服，假期已经开始了。
从Rangli岛的回程只需在房间内等候飞机的到来，当然，也可以去桥中央的候机室，只是那里相对简略了许多。

## 活动

### 浮潜
浮潜是在马尔代夫必须进行的项目，感觉太棒了。珊瑚和珊瑚群里的品种丰富的鱼是大看点。场所多得惊人，马尔代夫澙湖里也都是珊瑚丛，随处扎下水去都能看到珊瑚和鱼。宾馆也会组织新手去无人岛浮潜。
另：浮潜设备岛上有借，无偿使用。不用千里迢迢自带。

### 海钓
可以钓上各色各样的鱼。钓上来的鲸鲨等会再次放生。鲷鱼和皇帝鱼、海鲈等其它鱼种则会按照钓客口味选择烹调方式后交到Rangli Bar或者Atoll Market料理，成为次日的晚餐。

### 与鲸鲨嬉戏
幼年的鲸鲨经常会游到澙湖里来，所以在沙滩行走往往可见。它们大多不足半米，有些只有三四十公分。两岛间的桥中央的水比较深，所以夜晚可以灯下见到一米长的少年鲨。而成年的鲸鲨可以长成庞然大物，可以参加宾馆组织的活动“与鲸鲨共泳”体验一下在它身边的感受。
虽然鲸鲨的体型巨大力量超群，不过在马尔代夫不算是危险鱼类，因为至今在马尔代夫还没有鲸鲨伤人的报道。据工作人员介绍，咬人的鲨是白鲨，最近的白鲨产在靠近澳洲的海岸。

## 餐廳

### Atoll Market
通常供应自助餐、餐品涵盖中印日西。每周一是环礁之夜，乃有鼓手击鼓和全羊烧烤。

### Rangali Bar
看日出的好地方。夜晚会有现场音乐会。

### Vilu Restaurant
餐厅分主场和凉亭两处室内，而往往室外餐桌很受欢迎。面对的正是Rangali岛的景色，胡尼船穿梭两岛之间，画面相当棒。景色足以佐餐、何况餐厅出品一样不俗。

### Mandhoo Spa Restaurant
供应自种的有机食物。

### Koko Grill
提供日式鐵板燒料理。

### Vilu Bar
有一个地下酒窖，冷藏温度储藏了2000+葡萄酒。每天下午五点到六点是Happy Hour时间，供应各种饮料。马尔代夫日晒剧烈，活动多半在早晨或者傍晚，傍晚Vilu Bar的Happy Hour开启了Rangali岛的夜晚活动。

### 海底餐厅
也见过被布置成客房的宣传照片。但主要是做餐厅，供应品种分午餐、晚餐和一小时鸡尾酒三种。只有七张桌子，小而安静。用餐时鱼群在头顶徜徉，体验独特。